# Pau Torrenta (pera)
Pau Torrenta, es el nombre de una variedad cultivar de pera europea Pyrus communis. Esta pera está cultivada en la colección de la Estación Experimental Aula Dei (Zaragoza). Esta pera también está cultivada en diversos viveros entre ellos algunos dedicados a conservación de árboles frutales en peligro de desaparición. Esta pera variedad muy antigua es originaria de España, en San Baudilio de Llobregat Barcelona (comunidad autónoma de Cataluña), y tuvo su mejor época de cultivo comercial antes de la década de 1960, y actualmente en menor medida aún se encuentra.

## Sinonimia
- "Cua Llarga".[1]

## Historia
En España 'Pau Torrenta' está considerada incluida en las variedades locales autóctonas muy antiguas, cuyo cultivo se centraba en comarcas muy definidas. Se caracterizaban por su buena adaptación a sus ecosistemas y podrían tener interés genético en virtud de su adaptación. Se encontraban diseminadas por todas las regiones fruteras españolas, aunque eran especialmente frecuentes en la España húmeda. Estas se podían clasificar en dos subgrupos: de mesa y de cocina (aunque algunas tenían aptitud mixta).
'Pau Torrenta' es una variedad clasificada como de mesa, se utiliza también en la cocina, difundido su cultivo en el pasado por los viveros comerciales y cuyo cultivo en la actualidad se ha reducido a huertos familiares y jardines privados.

## Características
Consta una descripción del fruto por Riera en 1964.
El peral de la variedad 'Pau Torrenta' tiene un vigor medio; florece a finales de abril; tubo del cáliz mediano o grande, en embudo cónico con conducto muy corto y estrecho. Pared interior y base de los estambres rojizos.
La variedad de pera 'Pau Torrenta' tiene un fruto de tamaño pequeño; forma piriforme o turbinado-alargada, apuntada hacia el pedúnculo, formando cuello largo poco acusado, casi simétrica, contorno redondeado; piel lisa, suave, brillante; color de fondo amarillo verdoso o pajizo, sin chapa o con chapa poco extensa, sonrosado-anaranjado, exhibe un punteado muy grande, no muy abundante, aureolado de verde o de rojizo en las zonas coloreadas, "russeting" (pardeamiento áspero superficial que presentan algunas variedades) débil; pedúnculo corto o medio, grueso, ligeramente engrosado en el extremo superior y muy ancho y carnoso en la base, confundiéndose con el ápice del fruto, recto, implantado derecho o ligeramente oblicuo, como prolongación del fruto; cavidad peduncular nula; cavidad calicina nula o muy ligera y casi superficial; ojo mediano o grande, abierto o semi-cerrado; sépalos ennegrecidos, estrechos, carnosos y a veces algo prominentes en la base, puntas rizadas indistintamente hacia dentro o fuera, a veces partidos quedando solo la base, se conservan la casi totalidad de los estambres, en posición convergente.
Carne de color blanco; textura de tipo blanda, semi-harinosa; sabor poco aromático, soso; corazón de tamaño medio,  situado muy próximo al ojo, pedregoso. Eje abierto, largo, amplio. Celdillas medianas, algo separadas del eje. Semillas de tamaño medianas, alargadas, con cuello y espolón muy marcado, color castaño oscuro.
La pera 'Pau Torrenta' tiene una maduración durante la primera decena de junio (en E. E. Aula Dei de Zaragoza). Aguanta en buenas condiciones un mes de almacenamiento en un ambiente refrigerado. Se usa como pera de mesa fresca, y en cocina.